# Фенцль, Эдуард
Эдуард Фенцль (нем. Eduard Fenzl; 15 февраля 1808, Крумнусбаум, — 29 сентября 1879, Вена) — австрийский ботаник.

## Биография
Уже в гимназии, в Кремсе, Фенцль занимался изучением австрийской флоры.
В 1825 году Фенцль поступил на медицинский факультет в Вене, в 1833 году защитил диссертацию на степень доктора медицины: «Versuch еіner Darstellung d. geographischen Verbreitungs- und Vertheilungs-Verhältnisse d. natürlichen Familie der Alsineen in der Polaregion und eines Theiles der gemässigten Zone der alten Welt». Вскоре после защиты диссертации Φенцль стал ассистентом по ботанике у Йозефа фон Жакена. Он примкнул к Эндлихеру и работал совместно с ним.
В 1836 году, когда Эндлихер был назначен хранителем ботанического отделения придворного естественно-исторического музея, Фенцль занял место его помощника. Здесь Фенцль помогал Эндлихеру в разработке «Genera plantarum», обработав для этого труда семейства Cyperaceae, Chenopodeae, Amarantaceae, Mesembryanthemeae, Portulaceae, Caryophylleae и Phytolaccaceae.
В 1840 году Эндлихер стал заведующим кафедрой ботаники, а Фенцль занял его место хранителя. После смерти Эндлихера в 1849 году Фенцль был назначен профессором ботаники, но остался в то же время хранителем музея. В 1851-53 годах в числе студентов Фенцля был и Г. Мендель.
Фенцль был членом Императорской академии наук и вице-президентом Общества садоводства.
Из многочисленных работ Фенцля по систематике растений следует отметить работы, касающиеся флоры России: в «Flora Rossica» Ледебура Фенцль обработал семейства Alsineae, Portulacaceae и Paronychraceae и род Gypsophila, а также Alsineae для «Flores Samojedorum» Рупрехта.